# Sofia Helin
Sofia Margareta Götschenhjelm Helin nasceu em 25 de abril de 1972. É uma atriz sueca conhecida por sua indicação aos prêmios Guldbagge, por seu papel em Dalecarlians (Masjävlar), e por sua interpretação no papel de Saga Norén na série sueco-dinamarquesa A ponte.

## Biografia
Sofia Helin nasceu em Hovsta na Nerícia, Örebro. Se graduou na Academia de Teatro de Estocolmo, em 2001. Entre 1994-1996 integrou a escola de teatro Cale Flygares.
Atualmente, vive em Estocolmo e está casada com o ator sueco Daniel Götschenhjelm. Tem um filho e uma filha. Durante sua formação como atriz, sofreu um grave acidente de bicicleta que lhe deixou cicatrices permanentes no rosto.

## Carreira
Tem aparecido em vários filmes, entre eles, At Point Blank (Rånarna), onde encarnou o papel principal da inspectora chefe Klara. Em 2004, teve outro papel principal como Mia, em Masjävlar. Foi graças a esse filme que ficou conhecida. Em 2007, obteve um papel importante como Cecilia Algottsdotter, em The Knight Temperar (Crusades trilogy), de Jan Guillou sobre Arn Magnusson.
Desde 2012, seu papel mais conhecido fora da Suécia foi o drama policial The Bridge, no qual interpreta o papel principal de Saga Norén, detetive de homicídios de Malmö. No Reino Unido, a série atingiu mais de um milhão de espectadores por episódio.
Em 2017, aparecerá no filme The Snowman onde compartilhará créditos com os atores Michael Fassbender, Rebecca Ferguson, J.K. Simmons, James D'Arcy e Toby Jones.

## Filmografía
- Rederiet (1997)
- Tusenbröder (2002)
- Beck – Sista vittnet (2002)
- At Point Blank (2003)
- Four Shades of Brown (2004)
- Dalecarlians (Masjävlar) (2004)
- Blodsbröder (2005)
- Nina Frisk (2007)
- Arn – The Knight Temperar (2007)
- Arn – The Kingdom at Road's End (2008)
- Metropia (2009)
- A ponte (2011)
- Atlantic Crossing (TV) (2020)